# Conistra aulombardi
Conistra aulombardi är en fjärilsart som beskrevs av Márton Hreblay 1992. Conistra aulombardi ingår i släktet Conistra och familjen nattflyn. Inga underarter finns listade i Catalogue of Life.